# Poecilobothrus
Poecilobothrus is een vliegengeslacht uit de familie van de slankpootvliegen (Dolichopodidae).

## Soorten
- Poecilobothrus basilicus (Loew, 1869)
- Poecilobothrus bigoti Mik, 1883
- Poecilobothrus comitialis (Kowarz, 1867)
- Poecilobothrus ducalis (Loew, 1857)
- Poecilobothrus majesticus d'Assis-Fonseca, 1976
- Poecilobothrus nobilitatus (Linnaeus, 1767)
- Poecilobothrus principalis (Loew, 1861)
- Poecilobothrus regalis (Meigen, 1824)